# Alessandro Marsili
Alessandro Marsili (Siena, 26 dicembre 1601 – Siena, 21 gennaio 1670) è stato un filosofo italiano.

## Biografia
Si laureò in legge (1622) e in filosofia (1623) a Siena, sua città natale. Nel 1627 fu nominato lettore di logica e, in seguito, di filosofia nello Studio senese. Conobbe Galileo dopo il processo in casa dell'arcivescovo di Siena Ascanio Piccolomini. Nel 1638 passò alla cattedra di filosofia nello Studio pisano, dove dal 1662 esercitò la carica di Provveditore. Fu membro dell'Accademia del Cimento, ma le sue convinzioni dichiaratamente aristoteliche gli impedirono di coglierne lo spirito innovatore. Propose un esperimento per capire se lo spazio lasciato libero nel tubo barometrico durante l'esperienza torricelliana contenesse esalazioni di mercurio.